# Francis Herbert Bradley

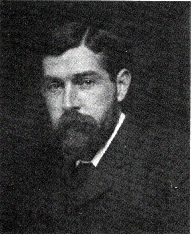
Francis Herbert Bradley

Francis Herbert Bradley (* 30. Januar 1846 in Clapham; † 18. September 1924 in Oxford) war ein englischer Philosoph und bedeutender Vertreter des Britischen Idealismus.

## Leben
Er wurde in Clapham, Surrey, England als Sohn von Charles Bradley, eines evangelischen Predigers, und dessen zweiter Frau, Emma Linton, geboren. Zu seinen Geschwistern gehört der Shakespearegelehrte Andrew Cecil Bradley. Ab 1865 bis 1869 studierte er am University College der Oxford University in England. Er versuchte die Trennung zwischen Ethik, Geschichte, Logik, Epistemologie, Metaphysik und Psychologie zu überwinden. Nach mehreren gescheiterten Versuchen, eine akademische Laufbahn einzuschlagen, wurde er schließlich Fellow ohne Lehrauftrag am Merton College in Oxford. Diese Stellung sollte er bis zu seinem Lebensende halten. 1923 wurde er zum Mitglied der British Academy gewählt.

## Lehre
Bradley ist u. a. dadurch bekannt, dass er erstmals im Laufe der Philosophiegeschichte die Frage "Warum soll ich moralisch sein?" in dem Text Why should I be moral? (In: Ethical Studies. The Clarendon Press, 1876 Oxford.) aufwarf. Der Text löste im 20. Jahrhundert eine bis heute andauernde philosophische Debatte um die Titelfrage auf, welche in diesem Rahmen mehrfach ein Titel von Büchern und Buchkapiteln wurde.
Das Bradley-Zitat „Where everything is bad it must be good to know the worst“ steht an erster Stelle in Teil II von Theodor W. Adornos Minima Moralia.
Als Hauptwerk Bradleys gilt der Essay Erscheinung und Realität (1893). Diese Schrift, die den sog. „Bradleys Regress“ thematisiert, diente als Grundlage für Bradleys Schüler Bertrand Russell und Alfred North Whitehead, sich kritisch mit dem von Bradley vertretenen Hegelianismus auseinanderzusetzen. Vor allem Whitehead erkannte trotz seiner grundlegend anderen Lösung in Prozess und Realität den Einfluss Bradleys an. „Obwohl ich im tragenden Teil des Werkes im scharfen Widerspruch zu Bradley stehe, ist der Unterschied im Endeffekt dann doch nicht so groß. [...] Sein Insistieren auf dem ‚Empfinden‘ [feelings] stimmt genau mit den eigenen Schlußfolgerungen überein. [...] Wenn man glaubt, die hier formulierte Kosmologie sei sinnvoll, fragt man sich natürlich, ob die sie bestimmende Denkweise nicht aus der Übertragung einiger Hauptthesen des absoluten Idealismus auf eine realistische Grundlage entstanden ist.“ Bradley vertrat eine Theorie der Erfahrung, die auf einem ontologischen Monismus beruht, das heißt, dass alle Reale nur als Einheit erfasst werden kann. Der Zugang zur realen Welt ist unmittelbar und kann nur fühlend erfahren werden. Von Gegenständen, Sachverhalten oder Ereignissen kann man nur sprechen, indem man die im Fühlen erfasste Einheit im Denken trennt. Das Denken erzeugt eine „Maschine von Begriffen und Relationen.“ (AR, 28) Die unmittelbare Erfahrung erlaubt allerdings keine getreue Abbildung der Realität. Die grundlegenden Begriffe für das Weltverständnis wie Substanz, Kausalität, Relation oder Quantität beinhalten jeweils zwei kontradiktorisch entgegengesetzte, aber gleich wahre Urteile. Dies führte Bradley zu einem grundlegenden erkenntnistheoretischen Skeptizismus.

## Werke
Einzelausgaben
- Appearance and Reality (1893) (dt. "Erscheinung und Wirklichkeit" (1928))[4]
- Principles of Logic (1883)
- Why should I be moral? In: Ethical Studies. The Clarendon Press, 1876 Oxford.

Werkausgabe
- Collected Works. Thoemmes, Bristol 1999, ISBN 1-85506-577-0 (Nachdr. d. Ausg. London 1876)

1. A pluralistic approach to philosophy. 1865-1882.
2. A focus on metaphysics and psychology. 1883-1902.
3. Refinement and revision. 1903-1924.
4. Selected correspondence. June 1872 - december 1904.
5. Selected correspondence. January 1905 - june 1924.
6. Ethical studies.
7. The principles of logic, vol. 1.
8. The principles of logic, vol. 2.
9. Appearance and reality.
10. Essays on truth and reality.
11. Collected essays, vol. 1.
12. Collected essays, vol. 2.